# Ecser
Ecser er en landsby i Ungarn med beliggenhed i Pest-provinsen nær Budapest. Ecser har 4.092(2024) indbyggere.

## Geografisk placering
Ecser (udtales [ˈɛʧɛr]) har også et slovakisk navn, Ečer, og sin egen slovakiske minoritet. Byen ligger sydøst for Budapest nær Ferihegy International Airport. Dets nabobyer er Maglód, Vecsés, Gyömrő og Üllő.

## Historie
Den første nedskrevne historie om Ecser stammer fra 15. december 1315, men landsbyens eksistens går tilbage til ungarernes invasion i årene 895-896, ledet af Árpád. Ifølge legenden standsede han og hans mænd i byen for at få hvile. Árpád spurgte de lokale om navnet på byen. Indbyggerne kunne ikke svare på dette spørgsmål, og Árpád foreslog at opkalde landsbyen efter det ungarske navn for eg cser.

## Seværdigheder
- Et af de bemærkelsesværdige monumenter i landsbyen er den romersk-katolske kirke fra 1740.
- Landbyen er også kendt for sin berømte folkedans ved navn Bryllup i Ecser (Ecseri lakodalmas).

## Venskabsbyer
- Zlaté Klasy
- Kumbağ